# Bismarcksäule (Hannover)

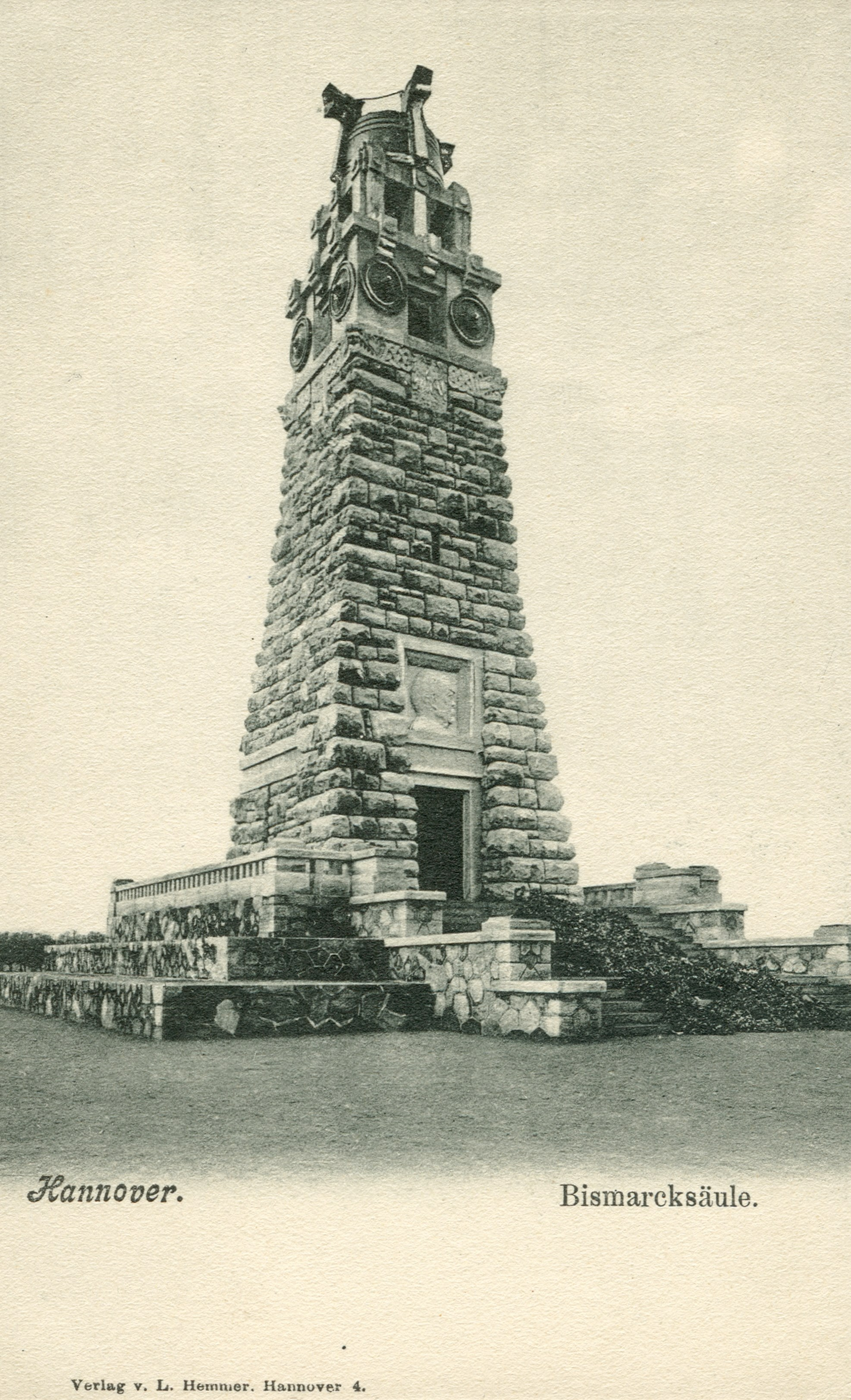
Die Bismarcksäule um 1905
Ansichtskarte Nummer 4 von Ludwig Hemmer

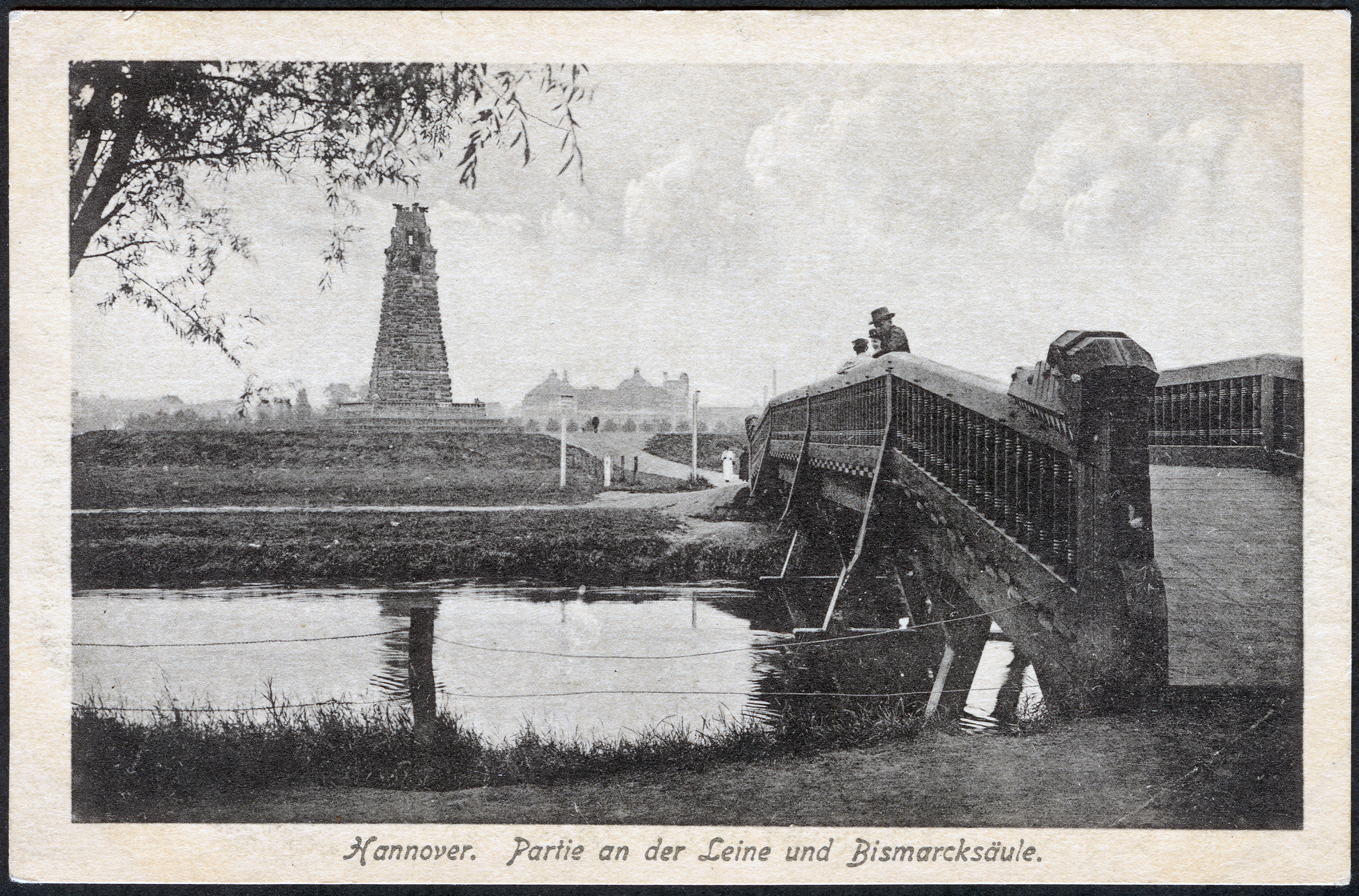
Die Säule zwischen Papageienbrücke und Bismarckschule
Ansichtskarte Nummer 558 von Ernst Walther, aus der Sammlung von Rainer Hoffschildt

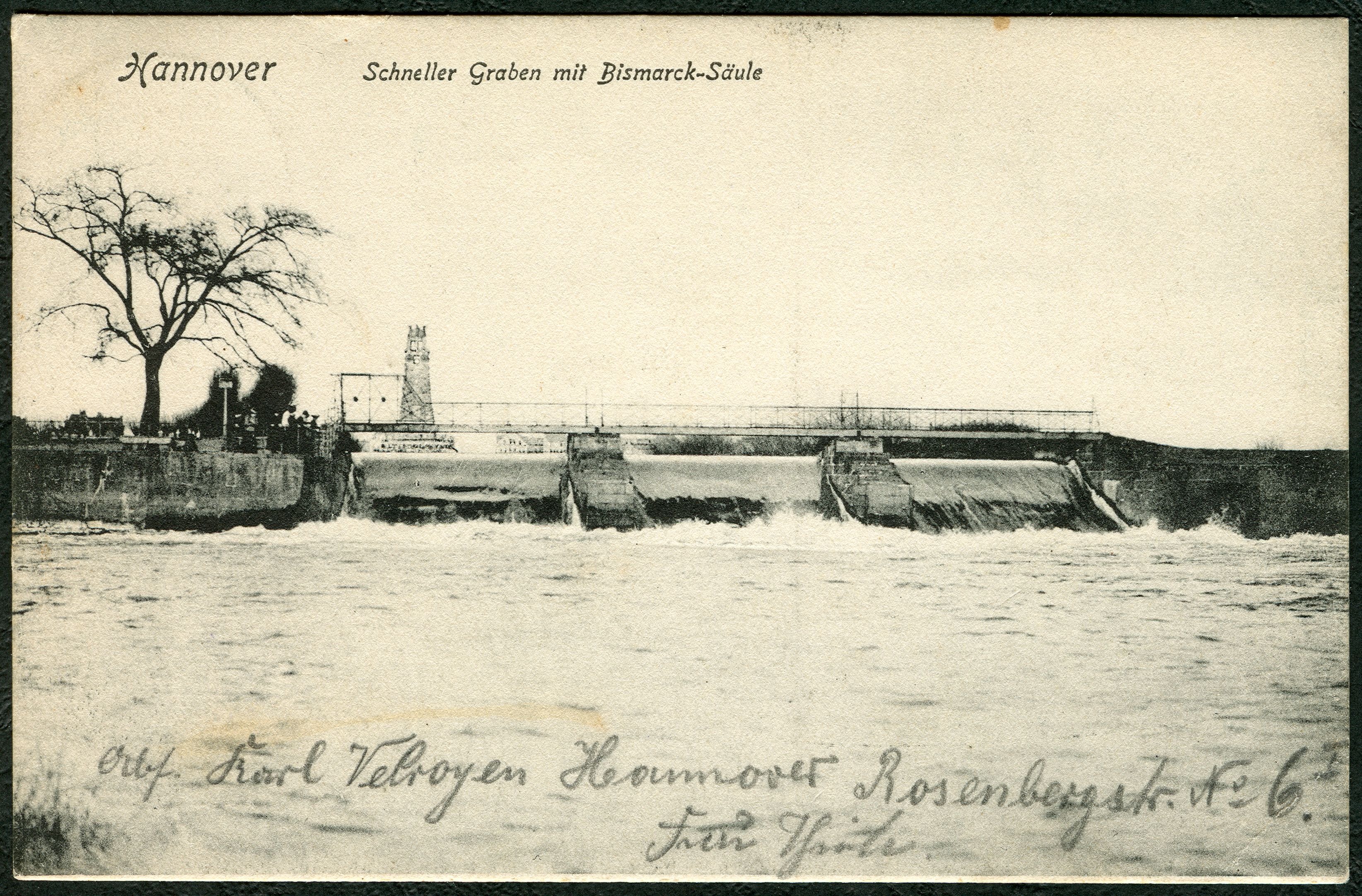
„Schneller Graben mit Bismarcksäule“,
Ansichtskarte Nr. 127, Norddeutsche Papier-Industrie, um 1905

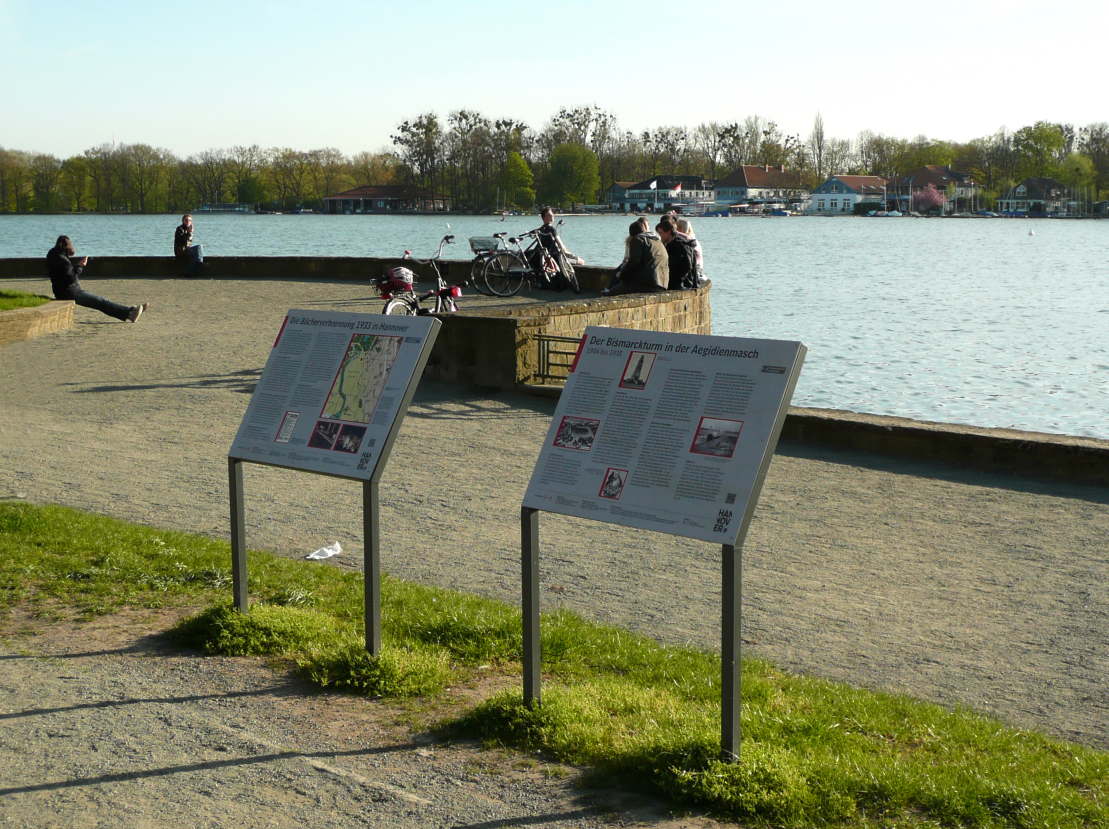
Informationstafeln zur Bismarcksäule und zur Bücherverbrennung in Hannover am Ufer des Maschsees

Die Bismarcksäule in Hannover war anfangs ein Turm zum Zwecke erst patriotisch-nationaler, später auch nationalsozialistischer Großveranstaltungen: Die Säule auf dem Gebiet des später ausgeschachteten Maschsees nahe dem Schnellen Graben war am 10. Mai 1933 Schauplatz der Bücherverbrennung in Hannover.

## Geschichte
Nach dem Tod des Reichskanzlers Otto von Bismarck setzte deutschlandweit eine vor allem von Studenten getragene patriotische Kampagne ein, in deren Folge auch in Hannover ein besonderes Denkmal zu Ehren des verstorbenen Reichskanzlers initiiert wurde. So beschloss eine Versammlung aus dem Magistrat der Stadt und aus dem Bürgervorsteher-Kollegium gegen die Stimmen der Sozialdemokraten und der Welfischen Partei am 27. August 1899 die Aufstellung eines Denkmals.
Sieger des ausgeschriebenen Architektenwettbewerbes wurde 1901 der Hannoveraner Alfred Sasse. Nach seinen Plänen entstand von 1903 bis 1904 innerhalb der Aegidienmasch in Höhe der Geibelstraße ein 20 Meter hoher Turm, auf dessen Spitze eine von vier Drachenköpfen umgebene Feuerschale errichtet war. Die begehbare Säule konnte bis zu einer Aussichtsplattform in 16 Metern Höhe bestiegen werden. Gestiftet wurde der Bau durch die hannoversche Studentenschaft.
Nach dem Bau wurden zahlreiche national-patriotische Veranstaltungen an der Säule ausgetragen, insbesondere mehrfach am 18. Oktober, dem Jahrestag des Sieges über die Besatzungstruppen des französischen Kaisers Napoléon Bonaparte in der Völkerschlacht bei Leipzig.
Kurze Zeit nach der Machtergreifung durch die Nationalsozialisten wurde die Bismarck-Säule am 10. Mai 1933 zum Schauplatz der insbesondere von Studenten getragenen Bücherverbrennung in Hannover.
Die letzte Großveranstaltung an der Bismarck-Säule fand am 24. September 1933 statt mit dem Aufmarsch des Stahlhelm-Bundes der Frontsoldaten. Anlass war dessen Anschluss an die SA.
Nach zuvor mehr als ein Vierteljahrhundert währender Diskussionen über den Bau des Maschsees und dem Beschluss des Bürgervorsteher-Kollegiums im Oktober 1932, den See unter Zuhilfenahme von Arbeitsbeschaffungsmaßnahmen anzulegen, wurden unter Leitung des Stadtbaurates Karl Elkart die Bauarbeiten für den Maschsee im März 1934 begonnen und hierzu die im Grabungsgebiet stehende Bismarcksäule im Sommer 1935 restlos abgebrochen.